# Defensivalliansen
Defensivalliansen var en militär allians mellan Sverige och Osmanska riket, undertecknad i Konstantinopel den 24 december 1739.
Förhandlingarna kring alliansen var ett led i Hattpartiets planer på krig mot Ryssland, där man hoppades få garantier för Osmanska rikets stöd. Under förhandlingarna slöt emellertid Osmanska riket i september 1739 oväntat fred med Ryssland, sedan Frankrike medlat. Alliansen blev därmed ett rent försvarsförbund och gav inget stöd vid ett svenskt anfall mot Ryssland. 
I sammanhanget kan nämnas att det var efter att ha lämnat direktiv till de svenska förhandlarna i Konstantinopel som major Malcolm Sinclair på väg hem mördades av ryska militärer, vilket var bakgrunden till den kända Sinclairsvisan.